# Christa Miller
Christa Miller (ur. 28 maja 1964 w Nowym Jorku) – amerykańska aktorka.

## Życiorys
Miller była modelką dziecięcą, w pierwszej reklamie wystąpiła już w wieku sześciu miesięcy. Uczęszczała do najstarszej szkoły dla dziewcząt w USA, Convent of the Sacred Heart. Po jej ukończeniu powróciła do modelingu, który szybko rzuciła po przeniesieniu się do Los Angeles w 1990. Tam zaczęła pobierać lekcje aktorstwa. Wystąpiła też w pierwszej edycji magazynu „Maxim”.
Jej pierwszą pracą w telewizji był serial Kate & Allie, w którym wystąpiła u boku swej ciotki Susan Saint James. Wystąpiła też w serialach Przystanek Alaska, Bajer z Bel-Air i Ich pięcioro. W latach 1995–2002 grała dużą rolę Kate O'Brien w serialu The Drew Carey Show. Wystąpiła też w Kronikach Seinfelda jako dwie różne postacie.
W 2001 jej mąż, producent Bill Lawrence, napisał nowy serial Hoży doktorzy. Miller przypadła rola Jordan Sullivan. Pierwotnie postać ta miała wystąpić tylko w jednym odcinku, ale od sezonu drugiego stała się postacią powracającą.
Miller wraz ze swym mężem Billem Lawrence'em ma trójkę dzieci: córkę Charlotte Sarah (ur. 8 czerwca 2000), syna Williama (ur. 3 stycznia 2003) i drugiego syna Henry'ego (ur. 8 października 2006). Jej dwie ostatnie ciąże zostały wykorzystane w serialu Hoży doktorzy.

## Filmografia

### Filmy
- 1992: Ojczym 3 (Stepfather III) jako Beth Davis
- 1994: Śmierć cheerleaderki (A Friend to Die For) jako Teresa
- 1995: Love and Happiness
- 1997: Kiss & Tell jako Alex Stoddard
- 1999: Mój przyjaciel brat (Goat on Fire and Smiling Fish) jako Kathy
- 2000: Telefonistka (The Operator) jako Janice Wheelan
- 2001: Rock & Roll Back to School Special jako Kate O'Brien
- 2008: The Andromeda Strain jako dr Angela Noyce
- 2015: Hot Air jako Kate

### Seriale
- 1985, 1988: Kate i Allie (Kate & Allie); dwie role – jako studentka, jako Blair (gościnnie)
- 1990: Przystanek Alaska (Northern Exposure) jako Laurie Batan (gościnnie)
- 1994: Bajer z Bel-Air (The Fresh Prince of Bel-Air) jako dziewczyna
- 1993, 1995: Kroniki Seinfelda (Seinfeld); dwie role – jako Ellen, jako Paula (gościnnie)
- 1994: Ich pięcioro (Party of Five) jako Theresa
- 1995–2002: The Drew Carey Show jako Kate O'Brien
- 2001–2010: Hoży doktorzy (Scrubs) jako Jordan Sullivan; za tę rolę otrzymała 2 nominacje do nagrody Złoty Satelita dla najlepszej aktorki drugoplanowej
- 2002–2003: Clone High jako Kleopatra (głos)
- 2009: CSI: Kryminalne zagadki Miami (CSI: Miami) jako Amy Lansing (gościnnie)
- 2009–2015: Cougar Town: Miasto kocic (Cougar Town) jako Ellie Torres
- 2011: Prywatna praktyka (Private Practice) jako kobieta (gościnnie)
- 2015: Nierandkowalni (Undateable) jako Allie (gościnnie)